# Giuseppe Bono
Giuseppe Bono (Pizzoni, 23 marzo 1944 – 8 novembre 2022) è stato un dirigente d'azienda italiano, amministratore delegato  di Finmeccanica dal 2000 al 2002 e di Fincantieri dal 2002 al 2022.

## Biografia
Laureato in Economia e commercio, iniziò la carriera nel gruppo Fiat-Finmeccanica. Dopo essere stato nominato nominato AD di Aviofer, dal 1991 al 1993 fu direttore generale di Efim. 
Nel 1997 fu direttore generale di Finmeccanica e nel 2000 ne diviene amministratore delegato.
Nell'aprile 2002 sostituì Pier Francesco Guarguaglini come amministratore delegato di Fincantieri S.p.A.
Nel 2013 fu eletto presidente di Confindustria Friuli Venezia Giulia. Il 20 aprile 2022, pochi mesi prima di morire, lasciò la guida di Fincantieri.
Fu definito «l'ultimo boiardo di Stato», appellativo che egli ha sempre rifiutato.L'espressione "boiardo di stato"  è utilizzata per indicare un alto dirigente, in special modo di un’azienda o ente economico pubblico o di un'industria statale, onnipotente all'apparenza, ma politicamente condizionato.

## Vita privata
Era sposato con Antonietta e ha due figli, Nicola ed Emanuela. In particolare, la figlia Emanuela, classe 1982, è entrata in Cdp nello staff dell’ex Ad Fabio Gallia. In precedenza, è stata nel Ceo staff di Bnl Bnp Paribas e analista di Merril Lynch International.